# Garnlydan
Garnlydan är en ort och en community i Blaenau Gwent i Wales. Orten är belägen 3 km från Ebbw Vale. Communityn inrättades den 5 maj 2022 genom av avknoppning från Beaumont community.